# Boef
Boef, de son vrai nom Sofiane Boussaadia né le 28 février 1993 à Aubervilliers, est un rappeur franco-algérien d’expression néerlandaise[réf. nécessaire]. Il fait ses débuts en 2015 avant de compter parmi les rappeurs les plus populaires des Pays-Bas.

## Biographie

### Naissance et origines
Sofiane Boussaadia naît à Aubervilliers, en France au sein d'une famille algérienne originaire d'Annaba. Durant les premières années de sa vie, il vit avec ses deux parents dans le quartier du Franc-Moisin à Saint-Denis en France. En 1997, à l'âge de quatre ans, un événement tragique survient : son père, Reda Boussaadia, est condamné à une peine de sept ans de prison en France, et son passeport français lui est retiré à la suite d'un braquage,,,,,,,,,,,,.
Après l’incarcération de son père, Sofiane et sa mère émigrent chez un oncle à Eindhoven, aux Pays-Bas,,. Ils y passent un an avant de partir s'installer aux États-Unis, dans la ville de Houston. En raison de leur statut illégal et de l'absence de green card, Sofiane et sa mère rencontrent des difficultés pour l'inscription à l'école, faisant ainsi d'autres pays : l'Écosse, la Tchéquie et la Pologne. Ils retournent alors aux Pays-Bas. À six ans, Sofiane vit seul avec sa mère, qui, débordée par les événements, sombre dans la toxicomanie. Bien qu'il soit anglophone, c’est à ce moment-là qu’il est inscrit à l'école néerlandaise, où il apprend le néerlandais. À neuf ans, il subit un deuxième choc : sa mère meurt d’une overdose liée à sa toxicomanie. Il est placé en orphelinat, mais n’y reste pas longtemps, car il est rapidement adopté par une famille néerlandaise d'origine marocaine à Alkmaar,,.
Il passe ainsi toute son adolescence dans un quartier défavorisé, peuplé d’immigrés, aux Pays-Bas. Lorsque ses parents adoptifs divorcent alors qu’il a treize ans, sa mère adoptive décède peu après d’un cancer. À dix-huit ans, Sofiane déménage en Belgique, à Anvers.

### Carrière
En pleine crise d'adolescence et s'inspirant du rappeur Eminem, le jeune Sofiane se met au rap et écrit des textes, sans encore rencontrer le succès. Quelques années après, en 2015, il signe un contrat avec le label Zonamo Underground[source secondaire souhaitée]. Encore inconnu, Boef réalise un freestyle de 7 minutes pour Zonamo Underground. La vidéo dépasse 3 millions de vues[Quand ?][source secondaire souhaitée]. Il sort alors son premier EP et se classe quatrième dans le top 100 des Pays-Bas. En dehors du rap, Boef est aussi un vloggeur avec 765 000 abonnés,,. Il filme ses voyages à Dubaï, au Maroc et au Suriname et les publie sur sa chaîne YouTube,,.
En septembre 2016, Boef fera une déclaration étonnante qui fera un buzz étonnant aux Pays-Bas à la suite de jugements subis par le politicien Geert Wilders. Il déclarere : « Les Algériens en France, sont souvent connus pour la criminalité exactement comme les Marocains aux Pays-Bas. Je me sentirai jamais Néerlandais. Je ne possède même pas d'un passeport néerlandais »,,.
Le 10 janvier 2020, il sort son nouveau morceau, Memories. Le clip a été tourné dans le quartier du Franc-Moisin[source secondaire souhaitée] à Saint-Denis, quartier où vivaient ses parents, et dans lequel il a passé les quatre premières années de sa vie avant son départ pour les Pays-Bas.

### Polémique

#### Vidéo dénigrant la police
En 2016, Boef publie un vlog où un ami est arrêté par la police. Il filme en direct son ami sortir de la voiture de police en fuyant les agents. Boef se réjouit et encourage son ami à courir plus vite, avant que ce dernier ne disparaisse. Publiant la vidéo sur sa chaîne YouTube, il plaît à la jeune communauté mais provoque de vives réactions de la part des politiciens, journalistes et présentateurs télé. Quatre jours plus tard, il est arrêté par la police puis privé de liberté pendant cinq jours. Invité sur le plateau d'une émission télévisée de la chaîne NPO pour s'expliquer, un long débat a lieu entre Boef, John van den Heuvel et plusieurs autres personnalités présentes autour de la table. Boef argumente en expliquant sa frustration envers la police ainsi que toutes les provocations subies de la part de la police lors de sa jeunesse. Contre-dit par une femme, il déclare : 

« La police ne provoque pas? Très souvent les policiers utilisent le terme kutmarokkaan (sale Marocain) pour s'adresser à moi. C'est pas de la provocation, ça? Bien sûr, comme par hasard, la police ne provoque jamais. J'avais 15 ans et j'étais par hasard à Amsterdam-Ouest dans le quartier Sloterdijk. »

— Déclaration de Boef dans le documentaire Gewoon Boef sur Videoland en 2020.

#### AffaireKechs
En 2018, il est massivement boycotté par la communauté musulmane aux Pays-Bas après avoir posté une vidéo sur internet où il filme de manière rabaissante des jeunes filles à moitié dénudées en train de danser et les traitant de Keh (en français : prostituée). L'affaire fera un bad buzz pour le chanteur. Le YouTubeur néerlando-marocain Salaheddine Benchikhi poste un épisode de sa série 0% Alcohol montrant un des père ayant reconnu sa fille sur la vidéo et se plaignant auprès d'un imam. Après cela, Boef reçoit -des menaces de la part de la jeune communauté maghrébine des Pays-Bas. Le rappeur prend un avocat début 2019 et porte plainte après la diffusion de la vidéo de Salaheddine. Finalement, celle-ci obtient de rester sur YouTube.
Le rappeur publie en janvier 2018 le clip ANTWOORD (Réponse) où il présente ses excuses à tous ses fans[source secondaire nécessaire].
Le 5 novembre 2018, le rappeur est violemment attaqué en plein concert lors de son show à Amsterdam par une bande de jeunes.

## Vie privée
Fiancé à la vloggeuse néerlando-marocaine-irakienne Selma Omari, ils se séparent en décembre 2019[source secondaire souhaitée].

## Discographie

### Albums studio
2019 : 93
2020 : Allemaal Een Droom
2023 : Luxeprobleem

### Singles
- 2016 : Hosselen
- 2016 : Gevangenis
- 2016 : Niet eens zo feat. Lijpe
- 2016 : Lauw feat. Mo Temsamani
- 2016 : Sinds toen
- 2016 : Drugs feat. Zack Ink
- 2016 : Paperchase
- 2016 : Range Sessie
- 2016 : Habiba
- 2016 : Wie praat die gaat feat. Lijpe & Ismo
- 2017 : Slapend Rijk feat. Sevn Alias
- 2018 : Draai Het Om
- 2018 : Sofiane
- 2018 : Hola feat. L'Algérino
- 2019 : Guap feat. Dopebwoy
- 2020 : Memories
- 2020 : Nooit Thuis feat. Ashafar
- 2020 : Tout Est Bon feat. Numidia
- 2020 : Quarantaine Sessie #2 feat. 3robi
- 2023 : Natte Sokken feat. KA

### Collaborations
- 2016 : Een Klein Beetje Geluk de Ali B avec Boef et Sevn Alias (Son officiel du film belge Black)
- 2016 : Niks de Lijpe avec Boef
- 2016 : Muhammad Ali de ChildsPlay avec MocroManiac, Hef, Boef et Lijpe
- 2017 : Bezeten de Seffelinie avec Boef
- 2017 : Tempo de Jairzinho avec Sevn Alias, BKO et Boef
- 2017 : Come Again de Ronnie Flex feat Boef
- 2018 : Holà de L'Algérino feat Boef
- 2018 : Quote de Djezja et Boef
- 2020 : Champagne Papi de Henkie T, 3robi et Boef

## Apparitions dans les clips
- 2017 : Whatspapin (Remix) de Chahid, Kosso, Killer Kamal, Cedje et Lange Ritch
- 2017 : Vrij de Broertje

## Documentaires
- 2020 : Gewoon Boef sur Videoland